# Guillaume Mélanie
 Guillaume Mélanie, né le 22 octobre 1987 à Paris, est un acteur, dramaturge, metteur en scène et militant pour les droits des homosexuels français.

## Biographie

### Carrière
Guillaume Mélanie découvre la scène et la comédie lors d'un spectacle de Muriel Robin. À 18 ans, il écrit ses propres pièces et s'initie à la mise en scène tout en étant dirigé comme acteur par Clémentine Célarié, Salomé Lelouch et Pierre Palmade
.
Il rencontre le comédien Jean Franco avec qui il écrit Panique au ministère en 2006 puis La Candidate avec Amanda Lear. Suivent Le trésor de Mamma Giulia avec Danièle Evenou, Plein la vue avec Véronique Genest, Lady Oscar de nouveau avec Amanda Lear et dernièrement Dernier tour de piste avec Jean-Marie Bigard et Patrice Laffont,,.
En 2022, il a été sollicité par la production de Star Academy pour devenir le professeur de théâtre de la saison 10 sur TF1 mais étant comédien dans une série de C à vous sur France 5, il n’intégrera finalement pas l’émission.

### Urgence Homophobie
Face à la persécution des homosexuels en Tchétchénie en 2017, il décide de créer, avec Benjamin Gauthier, l'association Urgence Tchétchénie dans le but d'informer sur la situation sur place. Elle aide aussi à l'accueil de réfugiés homosexuels en France et organise des récoltes des fonds dans ce sens, notamment un concert au Palace à Paris en juin. Depuis, l'association s'est renommée Urgence Homophobie et a élargi son action et son soutien à tous les homosexuel(le)s, français ou étrangers.

### Agression homophobe
Le 16 octobre 2018, il est victime d'une agression à caractère homophobe alors qu'il sortait d'un restaurant parisien en compagnie d'amis et de militants associatifs,.

## Filmographie

### Cinéma
- 2012 : Comme des frères d'Hugo Gélin
- 2013 : La Cage dorée de Ruben Alves
- 2016 : Demain tout commence d'Hugo Gélin
- 2019 : Mon inconnue d'Hugo Gélin
- 2024 : L'Amour ouf de Gilles Lellouche

## Théâtre

### Auteur
- 2003 : L'Amuse-Gueule, Théâtre d'Edgar
- 2003 : Mes meilleurs ennuis, mes Guillaume Melanie, Théâtre d'Edgar
- 2008 : Tout fout le camp, coécrit avec Arnaud Schmitt, Florence Savignat, Théâtre d'Edgar
- 2009 : Panique au ministère coécrit avec Jean Franco, mes Raymond Acquaviva, Théâtre de la Porte-Saint-Martin
- 2011 : Lady Oscar, mes Éric Civanyan, Théâtre de la Renaissance
- 2011 : Fais Tourner, mes Guillaume Mélanie, La Comédie Montorgueil
- 2012 : Plein la vue, coécrit avec Jean Franco, mes Jean-Luc Moreau, Théâtre de la Michodière
- 2014 : Pour combien tu m’aimes ?, coécrit avec Jean Franco, mes Guillaume Mélanie, Palais des glaces
- 2015 : Un week-end sur deux (et la moitié des vacances scolaires), coécrit avec Jean Franco, mes Cédric Moreau, Théâtre d’Edgar
- 2016 : La Candidate coécrit avec Jean Franco, mes Raymond Acquaviva, théâtre de la Michodière
- 2018 : Libres ! ou presque... coécrit avec Jean Franco, mes Raymond Acquaviva, Palais des glaces

### Comédien
- 2002 : L'amuse gueule, mes Guillaume Bouchède, Théâtre d'Edgar
- 2004 : Électrocardiogramme de Florence Savignat, mes Clémentine Célarié, Théâtre d'Edgar
- 2006 : Au petit bonheur la chance mes Lydie Muller, Théâtre Essaïon
- 2006 : Un petit jeu sans conséquence de Jean Dell et Gérald Sibleyras, mes Amar Mostefaoui , Comédie République
- 2006 : La Dame de chez Maxim de Georges Feydeau, mes Salomé Lelouch, Ciné 13 Théâtre
- 2012 : La chieuse de Jean Franco et Patrice Dard, Comédie-Caumartin
- 2012 : Treize à table de Marc-Gilbert Sauvajon, mes Pierre Palmade, Théâtre Saint-Georges
- 2013 : Jamais 2 sans 3 de Jean Franco, mes Jean-Luc Moreau, Théâtre du Palais-Royal
- 2013 : Les malheurs de Rudy de Rudy Milstein, Palais des glaces
- 2013 : Les Flics, troupe de Pierre Palmade, mes Yvan Benedetti, Comédie de Paris
- 2014 : Pour combien tu m’aimes ? de Guillaume Mélanie et Jean Franco, Palais des glaces
- 2015 : Un week-end sur deux (et la moitié des vacances scolaires) de Guillaume Mélanie et Jean Franco, mes Cédric Moreau, Théâtre d’Edgar
- 2018-2019 : Libres ! ou presque... de Jean Franco et Guillaume Mélanie, mes Raymond Acquaviva, Palais des glaces, tournée
- 2019 : Dernier tour de piste de Jean Franco, mes Guillaume Mélanie et Olivier Macé, Alhambra

### Metteur en scène
- 2003 : Soixante degrés de Jean Franco et Jérôme Paza, Théâtre d'Edgar
- 2003 : Mes meilleurs ennuis de Guillaume Melanie, Théâtre d'Edgar
- 2005 : La vie très swing de Lily M de Lydie Muller
- 2008 : Tout fout le camp de Guillaume Mélanie, Arnaud Schmitt, Florence Savignat, Théâtre d'Edgar
- 2011 : Fais Tourner de Guillaume Mélanie, La Comédie Montorgueil
- 2011 : Le trésor de Mamma Giulia de Jean Franco et Jean-Pierre Allain, mes avec Guillaume Bouchède
- 2014 : Pour combien tu m’aimes ?, coécrit avec Jean Franco, Palais des glaces
- 2019 : Dernier tour de piste de Jean Franco, mes avec Olivier Macé, Alhambra
- 2025 : La Soirée avait si bien commencé, théâtre de Passy

## Publications
- Panique au ministère de Jean Franco et Guillaume Mélanie , Ed. Art et Comédie, 2015
- Un week-end sur deux et la moitié des vacances scolaires de Guillaume Mélanie et Jean Franco, Ed. Art et Comédie, 2015
- Plein la vue de Jean Franco et Guillaume Mélanie, Ed. Art et Comédie, 2016
- La candidate de Jean Franco et Guillaume Mélanie, Ed. Art et Comédie, 2016
- Libres ! (ou presque...) Pour combien tu m'aimes ? de Jean Franco et Guillaume Mélanie , Novembre 2018 Tome 72, Ed. La Traverse, 2018